# Chrono Crusade
Chrono Crusade (クロノクルセイド Kurono Kuruseido?) es un manga estructurado en ocho volúmenes, creado por el mangaka Daisuke Moriyama (森山大輔). Fue publicado originalmente por Kadokawa Shoten en la revista Monthly Dragon Magazine. De este manga se realizó una serie de anime de 24 episodios, emitida por primera vez en Japón entre noviembre de 2003 y junio de 2004 en Fuji TV. El trabajo de animación fue hecho por Gonzo Digimation.

## Historia
La acción tiene lugar en 1928, en Nueva York, y cuenta la historia de Rosette Christopher, una joven que, con el objetivo de encontrar a su hermano desaparecido Joshua, ingresa en la Orden de Magdalena, organización vinculada a la Iglesia católica que se dedica a investigar y erradicar presencias demoníacas en el mundo de los humanos, propiciadas por el caos que vive el mundo tras la Primera Guerra Mundial.
Después de la crisis, la joven exorcista Rosette se hace acompañar por Chrono ―un demonio mayor― del que ella y su hermano Joshua se hicieron amigos cuatro años atrás, y con el que, tras la desaparición de Joshua, Rosette realiza un pacto con el objetivo de que Chrono le ayude a encontrarle.
Durante su búsqueda de Joshua, Rosette irá conociendo al resto de personajes relevantes de la serie: el reverendo Ewan Remington, Kate Valentine, Azmaria Hendrick, Satella Harvenheit y Aion.
Además, Rosette deberá realizar simultáneamente la búsqueda de su hermano con sus trabajos de investigación y caza de demonios con la búsqueda de los Apóstoles, personas bendecidas con poderes divinos relacionados con las Siete Virtudes Teologales, y su pulso casi constante con el demonio Aion, captor de su hermano Joshua.
A grandes rasgos, Chrono Crusade es una serie de acción y aventuras, aunque no exenta de humor, a pesar de lo trágico del trasfondo de algunos de sus personajes, el cual en algunos casos marcará su trágico destino y tocando temas religiosos que hacen a los fanes debatirse en el origen del bien y el mal.

## Personajes principales

### Rosette Christopher
- Fecha de nacimiento: 8 de abril de 1912
- Edad: 16
- Estatura: 162 cm
- Peso: 47 kg
- Medidas: busto, 85 cm; cintura, 59 cm; caderas, 85 cm
- Lugar de origen: San Francisco (California).

Rosette es una exorcista de la Orden de Magdalena, a la que se unió hace 4 años después de perder a Joshua, su hermano menor y el único miembro de su familia, que fue secuestrado por Aion. Conoció a Chrono por accidente cuando ella tenía 12 años, y se hizo amiga de él a pesar de saber que era un demonio. Rosette y Chrono tienen un contrato, lo que significa que él usa la vida de ella como la fuente de sus poderes. Ese contrato está simbolizado por un reloj de bolsillo que siempre cuelga del cuello de Rosette y que sirve como sello de los poderes de Chrono. La vida que le queda a Rosette es muy corta y no espera vivir después de los treinta, sin embargo es una persona muy fuerte y optimista, y está decidida a vivir su vida de la mejor manera posible y rescatar a su hermano antes de que ella muera. A pesar del terrible lazo que la une a Chrono, ellos son verdaderos amigos que confían sinceramente el uno en el otro, y los sentimientos de ambos se desarrollan poco a poco hasta convertirse en algo mucho más profundo. Rosette es muy rebelde y constantemente se mete en problemas, aunque es valorada en la Orden como una exorcista muy capaz. Admira enormemente a Remington, y se podría decir que le atrae, protege continuamente a Azmaria y siente terribles celos de Satella, que constantemente la molesta con Chrono ya que considera a Chrono más que solo un compañero en la búsqueda por su hermano, ella lo ama. Juega un papel crucial en la última parte de la historia. Su final es el mismo tanto en el anime como en el manga, pero de maneras diferentes.

### Chrono
- Alias: "El Pecador", "Asesino de 100 Demonios", "Sin Cuernos", "Perro de Dios"
- Edad: Desconocida
- Edad Aparente: 14 en su forma de niño, 20 en su forma demoniaca.
- Estatura: 150 cm en su forma niño, 180 cm en su forma demoniaca.
- Lugar de Origen: Pandemonium

Chrono alguna vez fue un demonio poderoso y de muy alto rango, pero actualmente es considerado como un traidor por los de su propia raza. Traicionó a la sociedad de los demonios para seguir el sueño de libertad de Aion, sin embargo, las diferentes ideas que ambos tenían pronto los separaron. Chrono perdió sus cuernos, la fuente de sus poderes, Magdalena, la mujer que amaba, muere por su culpa cuando esta da la vida por el a través de un contrato para salvarlo ya que se encontraba herido al tratar de protegerla de Aion. Estuvo encerrado dentro de una tumba durante 50 años antes de conocer a Rosette, e hizo un contrato con ella a petición de ella misma. A pesar del lazo mortal que los une, él se preocupa mucho por Rosette y la sirve incondicionalmente; Además de amarla. Aunque es básicamente una persona muy bondadosa, puede ser muy agresivo contra todo aquel que trate de hacerle daño a Rosette.
En el anime, Chrono y Rossette viven juntos en una cabaña al finalizar la pelea y ahí permanecen hasta que ambos mueren sentados uno junto al otro, estando él en su forma física de niño. Son encontrados por los miembros de la Orden.
En el manga, el final es completamente distinto. Chrono congela en el tiempo a Rossette para que no lo acompañe en su pelea final contra Aion prometiéndole que regresará a su hogar, que es el lugar donde ella esté. Después pasan cerca de 5 años y Rossette, sentada en la iglesia, comienza a sufrir espasmos que terminan por acabar con su vida. Segundos antes de morir, ella llama a Chrono, exigiéndole que vuelva y no la deje morir en soledad, entonces alguien abre la puerta de la iglesia, haciendo que ella se gire para descubrir que se trata de Chrono. Ambos corren para encontrarse en un abrazo y así ella muere. Casi 100 años después, el nieto de Azmaría le dice a Satella que en realidad Chrono jamás volvió y que Rossette murió sin volverlo a ver.

### Azmaria Hendrick
- Alias: "Az", "Apóstol de la Caridad"
- Edad: 11
- Estatura: Aparentemente 143 cm
- Lugar de Origen: Portugal

Azmaria es una chica tímida, reservada y con un rostro calmado, pero a la vez triste. Rosette tiene que rescatarla de las manos de un hombre que la adoptó, el cual tiene un pacto con un demonio. Pero Azmaria es una persona especial, a gente como ella se les llama Apóstoles, ya que en su interior tiene el poder de curar a la gente, se dice que estas personas tienen la bendición del señor y que su poder reside en ellos. Pero Azmaria siempre ha sido una persona que ha vivido repudiada por la gente que le rodeaba, por tener ese poder, vista como un ser extraño, incluso su familia y sus seres queridos que han pasado por su lado finalmente han sido asesinados y es por eso que Azmaria ve su don como un maldición. Pero todo cambiará cuando conozca a Rosette, la cual le hará ver que la vida es algo hermoso mientras tengas fe, buenos amigos, fuerza para seguir adelante y esperanza.
En el final del anime, Azmaria es la única sobreviviente del grupo compuesto por Rossette, Chrono, Satella y ella misma, y se le ve en el último capítulo más fuerte y ya vestida de hermana de la orden de las magdalenas, por lo que se entiende que quiere cumplir su palabra y llegar a ser como Rossette.
Mientras que, en el manga, Azmaría vive junto a Rossette en el orfanato que se congeló en el tiempo durante los siguientes 5 años antes de la muerte de Rossette. Finalmente se casa con Joshua y es la única que vive hasta volverse una anciana. Hace un video de todo lo que sucedió entre los sobrevivientes de la pelea solo para que Satella lo vea algún día. Su nieto es quien descongela a Satella y le cuenta todo lo que sucedió en esos años.

### Satella Harvenheit
- Fecha de Nacimiento: 10 de junio de 1908
- Edad: 20
- Estatura: 172 cm
- Peso: 50 kg
- Medidas: busto 91; cintura 60; caderas 90 cm
- País de Origen: Alemania

Una bruja que utiliza sus poderes de invocación a través de las joyas. Cazadora de demonios y una mercenaria. Tiene bastante dinero y como ella dice para malgastar. Odia a los demonios porque toda su familia murió a manos de unos demonios cuando era pequeña ante sus propios ojos,. Reside en Estados Unidos, a donde partió desde su Alemania natal en busca de su hermana. A pesar de los paralelismos entre sus vidas y de perseguir fines similares, Satella y Rosette se profesan, especialmente al principio, cierta aversión mutua, fundamentalmente por el hecho de que Rosette trabaje con un demonio. Da risa ver que curiosamente se encuentran siempre Satella y Rosette en diferentes misiones. Su relación con Azmaria es más cordial, debido a que le recuerda a ella misma cuando era pequeña. Satella se juró a sí misma que encontraría al demonio que acabó con su familia y que lo destruiría, quien no es otro que Aion. En el anime ella logra encontrarse con su hermana, quien resulta ser Fiore, pero el resultado no es el que ella esperaba. Casi al final del anime, ella muere; mientras que al final del manga, ella aparece misteriosamente en Nueva York en el año de 1999, en un estado de congelación, después de un proceso, ella es revivida por el nieto de Azmaria y le lleva flores a Rosette en su tumba.

### Joshua Christopher
- Fecha de Nacimiento: en 1913
- Edad: 15
- Edad mental: 12
- Estatura: 175 cm
- Peso: alrededor de 60 kg
- Lugar de Origen:San Francisco, EE. UU..

Apóstol de la Esperanza y hermano pequeño de Rosette. De salud extremadamente débil, pasó su infancia junto a su hermana en un orfanato. Sin embargo, pronto descubrió que poseía el poder de sanar las enfermedades y las heridas de otras personas mediante la imposición de manos. No obstante, es incapaz de sanar sus propios males, además de que el uso de sus poderes le debilita enormemente. Atormentado por este hecho, y deseando ser lo suficientemente fuerte como para dejar de ser una carga para su hermana, se convirtió pronto en una presa fácil para Aion. Este le entregó los cuernos de Chrono, que le hicieron más fuerte, pero que le provocaron el nada deseable efecto secundario de ampliar el eco de los pensamientos de los demás en su cabeza, llevándolo al borde de la demencia. Con el propósito de acallar lo que él llama "el ruido", Joshua sumió a todos cuanto le rodeaban en el orfanato, sin quererlo, a un estado de detención espacial y temporal ("congelando" el tiempo para ellos). Sin embargo, recuperó su cordura el tiempo suficiente como para advertir a Chrono y a Rosette de que se alejaran de él, o también quedarían congelados. Sus sentimientos reprimidos de vulnerabilidad y resentimiento lo convirtieron en un demonio y los cuernos de Chrono le hicieron perder el juicio, lo que le hizo caer bajo el dominio de Aion. Por eso es cuidado por Fiore, una joven que solo vive para Joshua y a pesar de que en la serie revelan en los últimos capítulos que ella misma no es la persona que ella cree, y Joshua se la pasa llamándola hermana debido a su falta de cordura y eso hace que ella misma lo crea también. Al final se descubre que ella en realidad se llama Florette y es la hermana desaparecida de Satella.
Al final del anime, Joshua no recuerda nada de lo acontecido y su mente es la de un niño de 12 años. En el manga él se vuelve sacerdote.

### Aion
- Alias: "El Pecador"
- Edad: No se sabe.
- Edad Aparente: 22
- Estatura 182 cm
- Lugar de Origen: Pandemonium

Pecador y demonio. Aion trata de someter bajo su mando a todos los Apóstoles para poder alcanzar la Línea Astral y así cumplir su sueño de destruir el Pandemónium e impulsar el renacimiento del mundo. Los fines de Aion pueden ser considerados loables, pero son sus más que cuestionables métodos los que le convierten en un villano. Chrono estuvo aliado con él en el pasado, y aún conserva a algunos de sus seguidores. La Orden de Magdalena le considera su principal enemigo y tiene un misterioso interés por Rosette. Al final lo destruyen pero lamentablemente cuando Remington está en el año 1981 en el Vaticano, se tropieza con Aion, que en realidad no es él, si no la interpretación de que la maldad siempre estará ahí, con la forma que sea, siendo él, al menos en el anime el que llevó a cabo el atentado contra Su Santidad Juan Pablo II (+), llevando a cabo de esta manera el tercer mensaje de Fátima, el cual era el intento de asesinato de su santidad.

### Ewan Remington
- Fecha de Nacimiento: 23 de julio de 1904
- Edad: 24
- Estatura: 182 cm
- Peso: 74 kg
- Ciudad de Origen: Nueva York, EE. UU..

Es un sacerdote guapo, alto, joven, rubio y comprensivo; es muy ágil y la mayoría del tiempo está sonriendo. Siempre está al pendiente de Rosette y la mayoría de las veces suele ayudarla, apoyarla y hasta excusarla en sus locuras; según el, dice que se preocupa por Rosette como un padre, se considera un guardián para ella desde que la llevó a la Orden de Magdalena hace 4 años, o tal vez incluso antes, tiene la responsabilidad de protegerla razón por la cual la defiende más allá de lo que a veces puede hacerlo; suele ponerse de parte de ella cuando es regañada por la madre superiora, Rosette siente gran afecto por él y gran admiración hasta cierto punto y a él le gusta seguirle la corriente aunque sabe que esté mal; también defiende a Chrono cuando nadie lo quiere apoyar y oculta una verdad que se rebela en los episodios finales, esta gran verdad se trata de que en realidad es un Ángel; lo cual le da la agilidad para combatir demonios y que es crucial para que salve a Azmaria cuando es tomada como rehén por un demonios. Originalmente era un humano pero una batalla lo dejó malherido e incapaz de combatir, para sanarse el permite que le sea imbuido Legión, el equivalente demoníaco a las células. Pero como el mismo dice "el solo estaba de observador y no tenía derecho a intervenir en lo que estaba ocurriendo", al final del anime se le ve haciéndose cargo de Joshua y "retirado" como sacerdote, porque como él mismo lo dice ha perdido la fe ya que le afectó mucho lo ocurrido con Rosette y Chrono.
Al final del manga ya se ve anciano, y se menciona que es el encargado de una pequeña Iglesia.
Además, en la versión del manga, durante la pelea entre él y Chrono, se sugiere que él y María Magdalena podrían ser hermanos.

## Personajes secundarios

### María Magdalena
En el manga, María Magdalena aparece solamente en el tomo 6 y tiene pequeñas apariciones en los tomos 4 y 8. Es una mujer de un aspecto similar al de Rossette, rubia y con ojos verdes. Es reservada y tranquila, siendo su personalidad todo lo opuesto a la de Rossette.
Chrono la conoce cuando va a la Orden y la secuestra con ayuda de la propia Magdalena, quien evita que tanto Chrono como Remington salgan heridos. Después de eso llegan al Gran Cañón, donde ayuda a Aion y el resto a encontrar la cabeza de Pandemonium. Como se encuentra cansada, ella y Chrono aguardan al regreso de los otros. Ese es el comienzo de su amistad, pues Magdalena le muestra a Chrono la amabilidad entre humanos y demonios.
Se dice además que Magdalena es una humana que no teme a los demonios y que es capaz de vivir entre ellos. Después de convivir una temporada junto a los togabito, durante un ataque de Pandemonium reconstruida, ella utiliza sus poderes para controlar la línea astral y detener a Pandemonium hasta que Chrono y Aion la destruyeron. En ese momento, Pandemonium atravesó su voz y se introdujo dentro de su consciencia. Aion descubre esto y decide que debe ser eliminada, puesto que, con el paso del tiempo, Magdalena podría terminar convirtiéndose en Pandemonium. Ordena a Chrono matarla, pero este se encontraba enamorado de ella y rechaza la orden, por lo que ambos caen de Edén por un ataque de Aion y comienzan a vivir juntos entre humanos, no sin antes hacer un pacto, pues la caída y anterior pelea con Aion dejó a Chrono en el borde de la muerte. De esa forma, ella da su porción de la línea astral para que Chrono pueda seguir con vida.
Lentamente comienza a morir por debilidad y finalmente, en un momento en que se detuvieron para descansar, son encontrados por Aion y este la atraviesa junto a Chrono, permitiendo que este consuma su vida por completo y así ella muera, dejando a Chrono en su aspecto físico de niño.
En el anime, ella muere inmediatamente después de la caída desde Edén, evitando así la escena en que Aion la atraviesa con sus garras al mismo tiempo que a Chrono y todo lo que vivieron durante ese lapso.
Se revela además que ella vive dentro del reloj que Chrono entregó a Rossette y que representa el sello de su alma, siendo así, la guardiana de ambos y quien ayuda a Rossette a regresar junto a Chrono después de morir durante la batalla final.
En el manga, Remington insinúa que ella podría ser hermana, durante su pelea con Chrono en la guarida de los togabito, recordándole a Rossette que debe pelear contra quien sea para encontrar a su hermano, haciendo referencia a todos sus esfuerzos para encontrar a Magdalena 50 años atrás, cuando tuvo su primer encuentro con Chrono y aún no se fusionaba con los genes de un demonio.

## Seiyuus japonés/inglés
Chrono: Akira Ishida / Greg Ayres
Rosette Christopher: Tomoko Kawakami / Hilary Haag
Aion:  Kazuhiko Inoue / Andy McAvin
Azmaria Hendric:  Saeko Chiba / Jessica Boone
Satella Harvenheit:  Michiko Neya / Tiffany Grant
Joshua Christopher:  Junko Minagawa / Chris Patton
Ewan Remington:  Shō Hayami / Jason Douglas
Kate Valentine:  Yoshiko Sakakibara / Laura Chapman

## Novela
Existe una novela de Chrono Crusade, se titula Tsubasa yo, are ga tamashii no akari da, traducido como "Alas, ellas son la luz del alma" ("Wings, they are the light of the soul"). Su publicación comenzó el 20 de abril de 2004. Escrita por Tominaga Hiroshi e ilustrada por Miyazawa Hiroshi.

### Música
- Apertura:"Tsubasa wa Pleasure Line". Cantante: Minami Kuribayashi, Producción: Elements Garden
- Final: "Sayonara Solitia". Cantante: Saeko Chiba, Producción: Yuki Kajiura.

La banda sonora de la serie fue editada en dos álbumes titulados Chrono Crusade OST - Gospel I y Chrono Crusade OST - Gospel II, bajo el sello Miya Records, además de tener 4 CD de Drama: Hajimari no Keiyakusha (The Contractor of the Beginning), Eien no Jikan (The time of eternity), Hajimari no Jikan (The time of the beginning) y Chrono Crusade Museum. Tanto Chrono Crusade OST Gospel 1 como Gospel 2 son obras de la compositora Hikaru Nanase.

## Guía de capítulos
1. Piloto - Hermana Rosette
2. El Pacto
3. Apóstoles - El Ángel
4. Pecadores
5. Milicia
6. Invocadora de Joyas
7. El demonio
8. Lluvia que Cae - La marioneta
9. Joshua
10. Cuernos
11. Gabriel Hound - La bestia
12. Noche Santa
13. Tren de marionetas
14. Invocación - Oración
15. Los perseguidores
16. Creyente
17. Cómplices
18. Fotografía - Cuatro personas
19. Expiación
20. Tentación - Veneno
21. Magdalena
22. Adiós Hermana
23. Ruido
24. Chrono